# Maferria indica
Maferria indica là một loài thực vật có hoa trong họ Podostemaceae. Loài này được (Willis) C. Cusset mô tả khoa học đầu tiên năm 1992.